# Свергун Ігор Миколайович
Свєргун Ігор Миколайович — відомий радянський та український альпініст. (нар. 10 лютого 1966, Короча, Білгородська область, СРСР — загинув в ніч на 23 червня 2013, Нангапарбат, Пакистан)  — майстер спорту СРСР з альпінізму (1989), Сніговий барс СРСР, майстер спорту СРСР міжнародного класу (1991), інструктор-методист 3-ї категорії.

## Початок спортивної кар'єри
Ігор виявив інтерес до альпінізму ще у шкільні роки, зайнявшись туризмом, також захоплювався баскетболом, а у 7-му класі він став чемпіоном області з орієнтування. Його наставником став учитель фізкультури, Георгій Купріянович Кардаш, про якого Ігор завжди говорив із вдячністю. Він вселив Ігореві любов до подорожей і гор, надихнувши його на прагнення досягти високих результатів.
Вчитель поставив перед учнями ціль у житті, прагнучи зробити з них чоловіків та спортсменів та Ігор прийняв виклик і почав серйозно займатися альпінізмом у 18 років, що стало його життєвим покликанням. Це захоплення стало його пристрастю та відкрило перед ним нові горизонти. Перше сходження Ігор Свергун здійснив на вершину Семенов-баши — висотою «всього» 3602 метри. У наступні роки до його послужного списку увійшли багато восьмитисячників.

У студентські роки в 1990 році став членом харківського альпклубу і почав тренуватися під керівництвом Сергія Бершова (майстер спорту СРСР, Сніжний барс). Бершов і Свергун стали друзями та напарниками, разом вони здійснили багато сходження, зокрема на восьмитисячники Лхоцзе в 1990 році, Еверест і Канченджангу. Із спогадів Бершова:
«З Ігорем Свергуном ми 23 роки (!) були зв'язкою».
«Характера хлопцеві було не позичати, хотілося бути першим, домагатися більшого».
«Чим він виділявся? Ну, по-перше, був наймолодшим — 24 роки. Як і я колись, паралельно займався альпінізмом і скелелазінням, а це завжди дає фору на сходженнях. Визначався своєю цілеспрямованістю. А ще він грав на гітарі, знав багато прекрасних пісень — альпіністських, бардівських, народних. А гітарист завжди душа компанії».
«Ігор поставив перед собою мету: стати висококласним, успішним, затребуваним гірським гідом — і став. Вивчився англійську, закінчив магістратуру Харківської академії фізичної культури за спеціальністю „Олімпійський і професійний спорт“. Не міг без гір, без подорожей. Любив це. Він, як і я, не працював, а займався улюбленою справою. Дуже професійно, вдумливо, роблячи акцент на безпеці. Скільки разів на тому ж Ельбрусі ми повертали клієнтів вниз, не сговорюючись, розуміючи один одного з півслова. Нічого дивного. Коли 23 роки ходиш у зв'язці, рішення приймаються однакові без жодних слів. Так само, як ми давно обходилися без слів, страхуючи один одного. Ти просто впевнений — надійнішого не буває».

## Спортивні досягнення
До його кращих спортивних досягнень відносять сходження:
- 1990 — у складі групи Сергія Бершова в найважчих погодних умовах першопроходження Південної стіни Лхоцзе (8516 м) — до висоти 8200 м, яку безуспішно намагалися пройти багато альпіністів світу. Від неї відступав тричі Райнгольд Месснер. Це одне з тих сходження, яким Ігор найбільше пишався (прочитати докладніше у книзі «Південна стіна Лхоцзе», — С. І. Бершов, Сніг, 2022);
- 1991 — траверз Манаслу (з Олексієм Макаровим, Віктором Пастухом у першій українській гімалайській експедиції, очолюваній Володимиром Шуміхіним):
- 1992 — південна вершина Евересту — 8790 м;
- 1994 — Дхаулагірі, 8167 м;
- 1996 — Аннапурна (маршрут Бонінгтона, з Сергієм Бершовим, Сергієм Ковальовим — експедиція Держкомспорту України, очолювана Мстиславом Горбенком);
- 1998 — Шиша Пангма (в альпійському стилі) і сходження на Ама-Даблам і Пуморі;
- 2004 — Чо-Ойю, 8201 м;
- 2005, 2006 Еверест, 8848 м[en], південно-східним гребенем[5][6]

Інші сходження:
- 2008 — Гашербрум-II — 2008 р. з Сергієм Бершовим, Олексієм Бічним — за класичним маршрутом (в експедиції, організованій Харківським обласним клубом альпіністів). Перед початком сходження його учасники встановили біля підніжжя гори меморіальну дошку в пам'ять про двох українських альпіністів: Віктора Пастуха з Харкова й кримчанина Геннадія Василенка, загиблих 1996 року під час спроби підкорити Шиша-Пангму.
- Одна з найскладніших рятувальних операцій — транспортування В. Горбача 1999 з висоти 8600 м року під час експедиції «Еверест-99»[7].

Ігор Свергун двічі підкорив Еверест, був на багатьох восьмитисячниках світу. Одне з найбільш значущих сходжень — Південна стіна Лхоцзе, яку Райнхольд Месснер назвав маршрутом XXI століття, хоч сам Ігор на вершину й не піднявся. 
|   | Це сходження стало моєю візитною карткою. Де б я не зустрічався з альпіністами, коли звучить пароль «Лхоцзе», виникає непідробне захоплення. Сходження було дуже складним. Ми не були готові до всього, з чим зіткнулися. У книгах — усе інакше.Оригінальний текст (рос.) Это восхождение стало моей визитной карточкой. Где бы я ни встречался с альпинистами, когда произносится пароль «Лхоцзе», возникает неподдельное восхищение. Восхождение было очень сложным. Мы не были готовы ко всему, с чем столкнулись. В книгах - все по-другому. |
| — | |

Ставлення Ігоря Свергуна до гір добре ілюструє його фраза: «Для альпініста гори — це єдине місце на землі, де він почуває себе комфортно і свою потрібність на цій планеті…»
До своєї загибелі Ігор Свергун продовжував займатися альпінізмом, вів роботу з молоддю в Харківському альпклубі й був тренером в експедиціях.

## Особисте життя
- Дружина — Свергун Тамара Микитівна — Вчитель-методист ХП НВК «Авторська школа Бойка», м. Харків, Україна.
- Син — Єгор Ігорович Свергун (26.06.2000), проживає в м. Харьків, Україна. Працює в IT-галузі, закінчив Харківський Політехнічний Університет, як і його батько.

## Загибель
У червні 2013 року Ігор Свергун очолив міжнародну експедицію на Нанга-Парбат, експедиція стартувала 6 червня і мала завершитися 17 липня 2013 року. Однак, у ніч на 23 червня терористи напали на базовий табір на висоті близько 4200 м у Гілгіт-Балтістані Пакистані. Нападники змусили двох місцевих провідників відвезти їх до базового табору. Діставшись місця призначення, вони зібрали альпіністів і персонал, відібрали паспорти та гроші, знищили мобільні телефони, зав'язали їм очі і змусили стати на коліна та жорстоко розстріляли. Загалом загинуло 10 альпіністів із різних країн, включаючи Ігоря Свергуна та ще двох харків'ян Бадаві Кашаєва, Дмитра Коняєва.
Відповідальність за вбивство взяло на себе пакистанське воєнізоване угруповання Джундулла (Jundullah). Пізніше про свою причетність заявив пов'язаний з Джундулла рух «Техрік-і-Талібан Пакистан».
Похорон відбувся 30 червня 2013 року у м. Харків, Україна, на міському цвинтарі № 13. На церемонії прощання були присутніми понад 5000 осіб, включаючи альпіністів з усього світу.

## Нагороди
Володар низки урядових нагород СРСР та України:
- 1990 — Державна нагорода СРСР — орден «За особисту мужність».
- 1996 — Державні нагороди України — орден «За заслуги» III ступеня.
- 1999 — орден «За мужність» III ступеня.

## Пам'ять
- Пам'ятний альбом «Свергун Ігор: Ми не підкорюємо гори, а сходимо на них», — Видавництво «Золоті сторінки», м. Харків, 2013. Під час підготовки видання використано фотоматеріали з архіву Харківського альпклубу та сім'ї.
- Щорічний Кубок України з альпінізму (дисципліна — техніка альпінізму) пам'яті Ігоря Свергуна, до участі запрошуються юнаки та дівчата, дорослі та ветерани. Призовий фонд Кубка пам'яті формується із спонсорських надходжень від друзів Ігоря Свергуна. Роки проведення: 2013, 2014[13], 2015[14], 2016[15], 2017[16], 2018[17], 2019[18], 2020[19], 2021[20]. У 2022 році не проводився у зв'язку з військовим вторгненням Росії в Україну.
- Експедиція зі сходження на Ельбрус у серпні 2013 р.[21], пам'яті харків'янам, які тимчасово загинули 23 червня 2013 р. у Пакистані, за участю дружини Тамари та сина Єгора Свергуна[22].
- Згадання у книзі «Південна стіна Лхоцзе», — С. І. Бершов, Сніг, 2022.
- Меморіальна дошка на честь І. М. Свергуна встановлена 29.09.2014 на будівлі Корочанської середньої школи імені Дмитра Кромського (с. Короча, вул. Пролетарська, 39, м. Білгород). На церемонії відкриття меморіальної дошки була присутня мати альпініста Валентина Анісімова (Свергун), а відкрив її друг Ігоря Свергуна — Василь Симонов[23].